# Alemannia Aachen (Frauenfußball)
Alemannia Aachen (vollständiger Name: Aachener Turn- und Sportverein Alemannia 1900 e. V.) ist der größte Sportverein der Stadt Aachen. Die Frauenfußballabteilung der Alemannia Aachen besteht seit 2009. Die erste Mannschaft spielt seit dem Abstieg im Jahre 2025 in der Mittelrheinliga.

## Geschichte

### FC Teutonia Weiden
Die Wurzeln der Abteilung befinden sich beim FC Teutonia Weiden aus dem Würselener Stadtteil Broichweiden. Der Verein wurde im Jahre 1919 gegründet. Siebzig Jahre später stieg die erste Frauenmannschaft in die Regionalliga West auf, die damals die höchste Spielklasse darstellte. Obwohl die Mannschaft in der Saison sieglos blieb, erreichte sie den vorletzten Platz, was aufgrund der Einführung der Bundesliga den Klassenerhalt bedeutete. In den folgenden Jahren kämpfte die Teutonia stets gegen den Abstieg. Lediglich der fünfte Platz in der Saison 1991/92 stach heraus. 1994 ging es zurück in die Verbandsliga, ehe zwei Jahre später der Wiederaufstieg gelang. Im Jahre 1999 ging es wieder herunter. Nach einem einjährigen Regionalligagastspiel in der Saison 2002/03 konnte sich die Teutonia erst nach dem Aufstieg im Jahre 2006 in der mittlerweile drittklassigen Regionalliga etablieren.
In der Saison 1993/94 nahm die Teutonia zum ersten und einzigen Mal am DFB-Pokal teil. Nach einem Freilos in der ersten Runde trafen die Weidenerinnen in Runde zwei auf den Bundesligisten SSG Bergisch Gladbach und unterlagen knapp mit 1:2. Im Jahre 2002 nahm die Teutonia-Spielerin Susanne Kasperczyk mit der deutschen U-19-Nationalmannschaft an der Weltmeisterschaft in Kanada teil, wo die DFB-Auswahl den dritten Platz belegte.

### Alemannia Aachen
Zum 1. Juli 2009 trat die Frauenfußballabteilung des FC Teutonia Weiden der Aachener Alemannia bei. Ziel war es, guten Frauenfußball aus Aachen nachhaltig zu entwickeln und zu präsentieren. Gleich in der ersten Saison gewann die Mannschaft von Trainerin Alexandra Abels durch einen 2:0-Sieg über Rot-Weiß Merl den Mittelrheinpokal. Damit qualifizierte sich die Alemannia für den DFB-Pokal 2010/11, wo die Aachenerinnen in der ersten Runde der TSG 1899 Hoffenheim mit 0:7 unterlagen. Zur Saison 2010/11 übernahm Manuel Ortiz-Gonzales das Traineramt und führte die Mannschaft in der Saison 2011/12 auf Platz drei. Zwei Jahre später sicherte sich die Alemannia die Regionalligameisterschaft und stieg in die 2. Bundesliga Süd auf. Durch einen 3:0-Sieg über den 1. FFC Bergisch Gladbach gewann die Mannschaft zum zweiten Mal den Mittelrheinpokal. 2016 stieg die Alemannia in die Regionalliga West ab und musste 2022 in die Mittelrheinliga absteigen. Nach dem direkten Wiederaufstieg folgte 2025 der erneute Abstieg in die Mittelrheinliga.

## Statistik

### Erfolge
- Meister der Regionalliga West: 2014
- Meister der Mittelrheinliga: 2023
- Mittelrheinpokalsieger: 1993, 2010, 2015

### Saisonbilanzen
| Saison  | Liga                  | Spielklasse | Platz | Tore  | Punkte | DFB-Pokal          |
| ------- | --------------------- | ----------- | ----- | ----- | ------ | ------------------ |
| 2009/10 | Regionalliga West     | III         | 08    | 48:47 | 37     | -                  |
| 2010/11 | Regionalliga West     | III         | 06    | 44:50 | 38     | 1. Runde           |
| 2011/12 | Regionalliga West     | III         | 03    | 48:30 | 45     | -                  |
| 2012/13 | Regionalliga West     | III         | 05    | 46:41 | 34     | -                  |
| 2013/14 | Regionalliga West     | III         | 01    | 57:25 | 55     | -                  |
| 2014/15 | 2. Fußball-Bundesliga | II          | 09    | 24:50 | 20     | 1. Runde           |
| 2015/16 | 2. Fußball-Bundesliga | II          | 12    | 21:55 | 09     | 2. Runde           |
| 2016/17 | Regionalliga West     | III         | 07    | 54:46 | 39     | 1. Runde           |
| 2017/18 | Regionalliga West     | III         | 07    | 43:39 | 39     | nicht qualifiziert |
| 2018/19 | Regionalliga West     | III         | 07    | 63:57 | 38     | nicht qualifiziert |
| 2019/20 | Regionalliga West     | III         | 06    | 27:19 | 27     | nicht qualifiziert |
| 2020/21 | Regionalliga West     | III         | 10    | 08:11 | 06     | nicht qualifiziert |
| 2021/22 | Regionalliga West     | III         | 12    | 45:79 | 28     | nicht qualifiziert |
| 2022/23 | Mittelrheinliga       | IV          | 01    | 68:13 | 56     | nicht qualifiziert |
| 2023/24 | Regionalliga West     | III         | 10    | 28:63 | 25     | nicht qualifiziert |
| 2024/25 | Regionalliga West     | III         | 13    | 20:48 | 22     | nicht qualifiziert |

### Teilnahmen am DFB-Pokal
| 2010/11 | 1. Runde | Alemannia Aachen (III) – TSG 1899 Hoffenheim (II) | 0:7 |
| 2014/15 | 1. Runde | Hegauer FV (III) – Alemannia Aachen (II)          | 3:1 |
| 2015/16 | 1. Runde | 1. FFC Montabaur (III) – Alemannia Aachen (II)    | 1:6 |
|         | 2. Runde | Alemannia Aachen (II) – SC Sand (I)               | 0:9 |
| 2016/17 | 1. Runde | Alemannia Aachen (III) – VfL Sindelfingen (II)    | 0:8 |

## Persönlichkeiten
- Kathrin Hendrich
- Christina Keuter ( philippinische Nationalspielerin)
- Kathrin Walmanns
- Susanne Kasperczyk

## Spielstätte
Von 2009 bis 2013 trugen die Aachenerinnen ihre Heimspiele im Leo-Vermeeren-Stadion am Hasselholzer Weg aus. Nach dem Aufstieg in die 2. Bundesliga nutzt die Alemannia das Stadion West, die Heimstätte des Vereins Westwacht Aachen.